# Luckaitztal
Luckaitztal, in lusaziano Łukajca Dołk, è un comune di 755 abitanti del Brandeburgo, in Germania.

Appartiene al circondario dell'Oberspreewald-Lusazia (targa OSL) ed è parte della comunità amministrativa (Amt) di Altdöbern.

## Geografia antropica

### Suddivisioni amministrative
Il territorio comunale si divide in 4 zone (Ortsteil), corrispondenti ai vecchi comuni uniti:
- Buchwäldchen
- Gosda
- Muckwar
- Schöllnitz

## Società

### Evoluzione demografica
- Sviluppo della popolazione dal 1875 entro gli attuali confini (Linea Blu: Popolazione; Linea puntata: Confronto dello sviluppo della popolazione dello stato del Brandenburgo; Sfondo grigio: Ai tempi del governo nazista; Sfondo rosso: Al tempo del governo comunista)

| Anno | Abitanti |
| ---- | -------- |
| 1875 | 1 257    |
| 1890 | 1 126    |
| 1910 | 1 353    |
| 1925 | 1 339    |
| 1933 | 1 250    |
| 1939 | 1 254    |
| 1946 | 1 548    |
| 1950 | 1 611    |
| 1964 | 1 262    |
| 1971 | 1 329    |

| Anno | Abitanti |
| ---- | -------- |
| 1981 | 1 150    |
| 1985 | 1 061    |
| 1989 | 965      |
| 1990 | 949      |
| 1991 | 918      |
| 1992 | 897      |
| 1993 | 891      |
| 1994 | 891      |
| 1995 | 903      |
| 1996 | 893      |

| Anno | Abitanti |
| ---- | -------- |
| 1997 | 891      |
| 1998 | 918      |
| 1999 | 928      |
| 2000 | 957      |
| 2001 | 948      |
| 2002 | 970      |
| 2003 | 968      |
| 2004 | 969      |
| 2005 | 961      |
| 2006 | 958      |

| Anno | Abitanti |
| ---- | -------- |
| 2007 | 936      |
| 2008 | 904      |
| 2009 | 893      |
| 2010 | 875      |
| 2011 | 876      |
| 2012 | 864      |
| 2013 | 848      |